# Artère du ligament rond de l'utérus
L'artère du ligament rond de l'utérus est une artère systémique paire de l'abdomen féminin. Elle vascularise les cornes utérines, les grandes lèvres et le mont du pubis.

## Origine
L'artère du ligament rond de l'utérus nait de l'artère épigastrique inférieure au niveau de la crosse qu'elle forme vers le ligament inguinal.

## Trajet
L'artère du ligament rond de l'utérus suit le ligament rond à travers le canal inguinal.
Elle se divise en deux rameaux terminaux : un rameau utérin qui vascularise la corne utérine et qui s'anastomose avec l'artère utérine, et un rameau vulvaire qui vascularise les grandes lèvres et le mont du pubis.